# Scaphognathops stejnegeri
Scaphognathops stejnegeri és una espècie de peix cipriniforme de la família dels ciprínids.

## Morfologia
- Els mascles poden assolir 25 cm de longitud total.[1][2]

## Alimentació
Menja detritus, algues, cucs, crustacis i insectes.

## Hàbitat
És un peix d'aigua dolça i de clima tropical.

## Distribució geogràfica
Es troba a Àsia: conca del riu Mekong a Laos, Tailàndia, Cambodja i el Vietnam.

## Ús comercial
Es comercialitza fresc.